# Алексей Катрич
Алексей Николаевич Катрич (25 октомври 1917 г., Алексеевка, Харковска губерния – 25 ноември 2004 г., Москва) – съветски ас-пилот на изтребител по време на Великата отечествена война и военачалник в следвоенните години, Герой на Съветския съюз (28 октомври 1941 г.). Генерал-полковник от авиацията. Заслужил военен пилот на СССР (1965 г.).

## Биография
Роден на 25 (12) октомври 1917 г. в село Алексеевка, сега Краснокутски район на Харковска област на Украйна. Баща му, Николай Григориевич, е бил лесовъд, а майка му, Анна Яковлевна, е била домакиня.
Завършва 7 класа във Високополската средна школа и 4 курса в работническия факултет на Харковския зоотехнически институт. По време на обучението си в института работи като зоотехник в колективното стопанство „Червони Факел“.
В Червената армия от септември 1935 г. Завършва Чугуевското военно авиационно училище за пилоти през 1938 г. Член на Всесъюзната комунистическа партия (болшевики) от 1941 г.

## По време на Великата отечествена война
Участник във Великата отечествена война от юни 1941 г. На 11 август 1941 г. командирът на звено на 27-и изтребителен авиационен полк (6-и изтребителен авиационен корпус, Московска зона на противовъздушната отбрана), лейтенант Алексей Катрич на изтребител МиГ-3 , заедно с лейтенант М. И. Медведев, получава заповед да прехване вражески разузнавателен самолет Do-215, насочващ се към Бологое. Поради неизправност на двигателя самолетът на Медведев не излита и Катрич преследва врага сам. Пилотът започва атаката на височина около 9000 метра и след като изчерпва всичките си боеприпаси, го таранира. Самолетът на Катрич поврежда стабилизатора и десния вертикален стабилизатор на немския самолет с върховете на витлото си. Do-215 се разбива близо до село Старица и изгаря. Лейтенант Катрич извършва първия документиран таран на голяма височина и каца благополучно на своето летище. Единствената повреда на изтребителя са огънатите върхове на две лопатки на витлото.
На 12 септември 1941 г., при подстъпите към Москва, Катрич използва височинно таранно нападение за втори път.
За образцово изпълнение на бойните задачи на командването на фронта в борбата срещу германските нашественици и проявените при това смелост и героизъм с Указ на Президиума на Върховния съвет на СССР от 28 октомври 1941 г. старши лейтенант Алексей Николаевич Катрич е удостоен със званието Герой на Съветския съюз с връчване на орден „Ленин“ и медал „Златна звезда“ (№ 549).
През 1942 г. е преместен в новосъздадения 12-и гвардейски изтребителен авиационен полк на войските за противовъздушна отбрана като командир на ескадрила. През 1943 г. гвардейският капитан Катрич А. Н. получава самолет Як-1, построен със средства от председателя на колхоза „Чапаевец“ в Саратовска област И. Д. Фролов.
Гвардейският майор Катрич завършва войната като заместник-командир на полка. По време на войната той извършва 258 бойни полета и сваля 14 вражески самолета в 27 въздушни битки: 5 лично и 9 в група.

## След войната
През 1950 г. завършва с отличие Червенознаменната военновъздушна академия (Монино). Служи като командир на изтребителски авиационен полк, заместник-командир и командир на изтребителна авиационна дивизия (в Московския и Северния военен окръг). От януари до декември 1957 г. е заместник-командир на 37-а въздушна армия по противовъздушна отбрана (Северна група войски, Полша). През 1959 г. завършва Военната академия на Генералния щаб. През 1959 – 1960 г. – 1-ви заместник-командир на 73-та въздушна армия (Туркестански военен окръг). От 1960 г. – заместник-началник, а през 1964 – 1967 г. – началник на бойната подготовка на ВВС. От юли 1967 г. до юли 1973 г. – командир на 24-та (от април 1968 г. – 16-а) въздушна армия (Група на съветските войски в Германия). През август 1968 г. на тази длъжност участва във въвеждането на войски в Чехословакия. През 1973 – 1977 г. – 1-ви заместник-министър на гражданската авиация на СССР. През 1978 г. завършва Висшите академични курсове във Военната академия на Генералния щаб. През 1978 1986[ неясно? ] г. – заместник-главнокомандващ на Обединените въоръжени сили на държавите членки на Варшавския договор за Военновъздушните сили. От февруари до септември 1987 г. – военен консултант към Групата на генералните инспектори на Министерството на отбраната на СССР.
От 1987 г. генерал-полковник от авиацията А. Н. Катрич е в пенсия. Живее е в Москва.
Той почива на 25 ноември 2004 г. и е погребан на Троекуровското гробище в Москва.